# Galassie satellite di Andromeda
La Galassia di Andromeda possiede alcune galassie satellite allo stesso modo della nostra Via Lattea. Intorno ad Andromeda (M31) orbitano almeno 14 galassie nane. La più brillante e grande di queste è la Galassia ellittica M32 che può essere osservata tramite un telescopio amatoriale. La seconda e più vicina è la galassia ellittica M110. Le altre galassie non sono facili da osservare e sono state individuate soltanto di recente.

## Tabella delle galassie satellite conosciute
La lista è in ordine di scoperta (la distanza orbitale non è nota).
| Nome                     | Tipo    | Distanza dal Sole (milioni di anni luce) | Magnitudine apparente | Anno di scoperta |
| ------------------------ | ------- | ---------------------------------------- | --------------------- | ---------------- |
| Galassia triangolo (M33) | SA(s)cd | 2,59                                     | +6,27                 | 1654?            |
| M32                      | dE2     | 2,48                                     | +9,2                  | 1749             |
| M110                     | dE6     | 2,69                                     | +9,4                  | 1773             |
| NGC 185                  | dE5     | 2,01                                     | +11                   | 1787             |
| NGC 147                  | dE5     | 2,2                                      | +12                   | 1829             |
| Andromeda I              | dSph    | 2,43                                     | +13,2                 | 1970             |
| Andromeda II             | dSph    | 2,13                                     | +13                   | 1970             |
| Andromeda III            | dSph    | 2,44                                     | +10,3                 | 1970             |
| Andromeda IV *           | dIm?    |                                          |                       | 1972             |
| Andromeda V              | dSph    | 2,52                                     | +15,4                 | 1998             |
| Andromeda VI             | dSph    | 2,55                                     | +14,5                 | 1998             |
| Andromeda VII            | dSph    | 2,49                                     |                       | 1998             |
| Andromeda VIII           | dSph    | 2,7                                      | +9,1                  | 2003             |
| Andromeda IX             | dSph    | 2,5                                      | +16,2                 | 2004             |
| Andromeda X              | dSph    | 2,9                                      | +16,2                 | 2005             |
| Andromeda XVIII          | dSph    | 4,57                                     |                       | 2008             |

* Non è certo che sia una compagna di Andromeda.